# Krzysztof Przytuła
Krzysztof Janusz Przytuła (ur. 17 lutego 1979 w Krakowie) – polski piłkarz, trener, dyrektor sportowy ŁKS Łódź w latach 2016–2022. Komentator piłkarski Ekstraklasy w telewizji Canal+ Sport.

## Kariera
Jest wychowankiem Hutnika Kraków. W 2002 przeniósł się do Szczakowianki Jaworzno. W I lidze zadebiutował 4 sierpnia 2002 w meczu Szczakowianka - Wisła Kraków (1:1).
W trakcie sezonu 2009/10 zakończył karierę, ale po uzyskaniu przez Hutnika Kraków czwartoligowej licencji, zdecydował się na występy w tym zespole. Zagrał ponownie 3 kwietnia 2010.
Następnie został grającym trenerem Hutnika. Zwolniony z funkcji 28 września 2011.
W rundzie jesiennej sezonu 2013/2014 był trenerem ŁKS 1926 Łomża. 30 listopada 2013 został zwolniony dyscyplinarnie za działanie na szkodę klubu
Od 1 grudnia 2014 pełnił funkcję asystenta trenera w Widzewie Łódź.
W lipcu 2016 został dyrektorem sportowym w ŁKS Łódź.